# Funk Generation
Funk Generation (en español: Generación funk) es el sexto álbum de estudio de la cantante brasileña Anitta. Fue lanzado el 26 de abril de 2024 a través de Republic Records y Universal Music Latin Entertainment. Es su tercer álbum triligüe después de Kisses (2019) y Versions of Me (2022). Recibió una nominación en la categoría «Mejor Álbum Pop Latino» en la 66.ª edición de los Premios Grammy.

## Antecedentes
Después del lanzamiento de su quinto álbum de estudio, Versions of Me, Anitta confirmó que estaba trabajando en un álbum completamente de funk brasileño. A finales de enero de 2023, estuvo filmando una serie de videos musicales en Río de Janeiro para el álbum. En abril, firmó con Republic Records después de terminar su contrato con Warner Records. El 9 de junio, adelantó por primera vez el título del álbum con la creación de un canal de difusión de Instagram llamado «Funk Generation». El 22 de junio, lanzó el sencillo principal del álbum, «Funk Rave». A finales del mes, Anitta reveló que el álbum incluiría colaboraciones con Sam Smith. El 18 de agosto, lanzó Funk Generation: A Favela Love Story como un adelanto del álbum. El EP incluyó los sencillos «Funk Rave», «Casi casi» y «Used to Be». A pesar de que la cantante inicialmente afirmó que las tres canciones aparecerían en el álbum, solo la primera fue incluida en la lista final de canciones.
En una entrevista para el programa brasileño De Frente com Blogueirinha, Anitta mencionó que el álbum sería lanzado a principios de 2024, posiblemente en marzo. Sin embargo, a finales de febrero de 2024, la cantante afirmó que el lanzamiento del álbum fue retrasado debido a que Smith inicialmente canceló el lanzamiento de su colaboración. El 21 de marzo, Anitta anunció la fecha de lanzamiento del álbum y reveló que su colaboración con Smith sí aparecería en el álbum; no obstante, mencionó que su colaboración con Chlöe podría no aparecer en el álbum debido a que contiene un sample aún no autorizado de «I Need a Girl (Part Two)» de P. Diddy.

## Promoción

### Sencillos
«Funk Rave» fue lanzado como el sencillo principal del álbum el 22 de junio de 2023. Alcanzó la posición número uno en Colombia y México, y el número 47 en Brasil. El videoclip de la canción fue dirigida por João Wainer y Ricardo Souza y filmada en Río de Janeiro. Muestra a la cantante en una favela, donde los residentes realizan actividades tales como jugar fútbol, bailar y tomar el sol. La canción ganó el premio al mejor video latino en los MTV Video Music Awards 2023.
«Mil veces» fue lanzado como el segundo sencillo del álbum el 19 de octubre de 2023. Alcanzó la posición número 21 en Portugal y el número 22 en Brasil. El videoclip de la canción fue dirigido por Jackson Tisi y filmado en Canadá. Muestra a Anitta y a Damiano David, el vocalista de la banda italiana Måneskin, interpretando a una pareja en una «relación tumultuosa». Una remezcla en portugués en colaboración con la cantante brasileña Melody fue lanzada el 4 de enero de 2024.
«Joga pra Lua» con los DJ brasileños Pedro Sampaio y Dennis fue lanzado como el tercer sencillo del álbum el 15 de diciembre de 2023. Alcanzó la posición número 17 en Brasil y el número 48 en Portugal. La canción fue acompañada por un visualizador, que muestra a los tres artistas en una playa durante la noche.
«Double Team» con el cantante puertorriqueño Brray y la cantante española Bad Gyal fue lanzado como el cuarto sencillo del álbum el 21 de marzo de 2024. El videoclip de la canción fue dirigida por Sam Hayes. Muestra a los tres artistas y a un grupo de personas en una fiesta al aire libre.

## Lista de canciones
| Funk Generation |                                             | |                                       |          |  |
| N.º             | Título                                      | Escritor(es) | Productor(es)                         | Duración |  |
| 1.              | «Lose Ya Breath»                            | |                                       | 2:16     |  |
| 2.              | «Grip»                                      | |                                       | 1:50     |  |
| 3.              | «Funk Rave»                                 | Larissa de Macedo Machado Gabriel Luiz dos Santos Melony Nathalie Redondo Marcio Arantes Thomas Wesley Pentz       | Diplo Gabriel do Borel Marcio Arantes | 2:27     |  |
| 4.              | «Fría»                                      | |                                       | 2:07     |  |
| 5.              | «Meme»                                      | |                                       | 2:30     |  |
| 6.              | «Love in Common»                            | |                                       | 2:29     |  |
| 7.              | «Aceita»                                    | |                                       | 2:07     |  |
| 8.              | «Double Team» (con Brray y Bad Gyal)        | Machado Alba Farelo Sole Bryan García Eduardo Vargas Elvin Jesús Roubert Rodríguez Kenneth Vargas Robert Félix     | Botlok                                | 3:52     |  |
| 9.              | «Savage Funk»                               | |                                       | 1:23     |  |
| 10.             | «Joga pra Lua» (con Dennis y Pedro Sampaio) | Dennison de Lima Gomes Pedro Sampaio Fernando Ps Gabriel Cantini Shylton Fernandes                                 | Dennis Pedro Sampaio                  | 2:05     |  |
| 11.             | «Cria de Favela»                            | |                                       | 2:57     |  |
| 12.             | «Puta cara»                                 | |                                       | 2:02     |  |
| 13.             | «Sabana»                                    | |                                       | 1:57     |  |
| 14.             | «Ahí» (con Sam Smith)                       | |                                       | 2:37     |  |
| 15.             | «Mil veces»                                 | Machado Arantes Benjamin Falik dos Santos Jorge Luis Pérez Jr. Pedro Wider Malcher Rodríguez Samantha María Cámara | Gabriel do Borel Julia Lewis Arantes  | 2:34     |  |